# 松平康詮
松平 康詮（まつだいら やすあきら）は、江戸時代中期の旗本。

## 経歴
松平康納の子として生まれる。元文4年（1739年）11月27日に家督を継ぐ。寛保2年（1742年）10月15日に使番となり、12月18日に布衣の着用を許される。宝暦3年（1753年）3月15日に新番頭、宝暦9年（1759年）10月4日に西ノ丸小姓組番頭となり、12月7日に従五位下内匠頭に叙任される。宝暦11年（1761年）4月10日に留守居となり、明和5年（1768年）12月28日に68歳で死去。

## 系譜
- 父：松平康納
- 母：松平重花の娘
- 長男：松平康休
- 次男：松平康道 - 松平康年の養子
- 養子：松平康孝 - 市橋直方の六男